# Zamach w Naharijji
Zamach  w Naharijji – zamach terrorystyczny przeprowadzony w dniu 22 kwietnia 1979 roku przez czterech członków Frontu Wyzwolenia Palestyny w mieście Naharijja na północy Izraela.
Palestyńscy terroryści przeniknęli na terytorium Izraela płynąc łodzią motorową z południowego Libanu. W strzelaninie zginęło trzech izraelskich cywili oraz jeden policjant. Był to drugi atak, w którym terroryści przeniknęli do Izraela drogą morską (poprzedni miał miejsce w 1974). Sprawcy nazwali atak „operacją Naser”.

## Okoliczności zamachu
Miasto Naharijja leży w północnej części równiny przybrzeżnej Izraela nad Morzem Śródziemnym, w odległości 4 km od granicy z Libanem.
W październiku 1973 roku doszło do wojny Jom Kipur, podczas której Siły Obronne Izraela odparły zaskakujący atak arabskich armii. Pomimo zwycięstwa Izraelczycy wyszli z tej wojny z przeświadczeniem o wielkiej przegranej. Wojna wywołała szok w społeczeństwie izraelskim – kraj okazał się nieprzygotowany na niespodziewany atak i niezdolny do szybkiego go odparcia. Jednak najważniejszą konsekwencją wojny było rozpoczęcie procesu pokojowego w konflikcie izraelsko-egipskim. We wrześniu 1978 roku odbyła się trójstronna konferencja pokojowa izraelsko-egipsko-amerykańska w Camp David. 18 września podpisano izraelsko-egipskie porozumienie w Camp David, które tworzyło podstawę dla przyszłych negocjacji w sprawie trwałego pokoju pomiędzy oboma państwami. Izrael zgodził się wycofać w ciągu trzech lat wszystkie swoje wojska z Półwyspu Synaj, w zamian Egipt zgadzał się na nawiązanie normalnych stosunków dyplomatycznych z Izraelem, uznając tym samym prawo do istnienia państwa Izrael. Egipt gwarantował również swobodną żeglugę izraelskich statków przez Kanał Sueski i inne drogi wodne, takie jak Cieśniny Tirańskie. Następnie 26 marca 1979 roku podpisano traktat pokojowy izraelsko-egipski. Egipt w ten sposób całkowicie odciął się od arabskiego nacjonalizmu. Wszystkie te wydarzenia bardzo mocno wpływały na sytuację wewnętrzną w Libanie, w którym napływ po 1948 roku palestyńskich uchodźców doprowadził do poważnych zmian demograficznych. Gdy w latach 1970–1971 władze jordańskie usunęły ze swojego terytorium palestyńskie ugrupowania zbrojne, schroniły się one w Libanie. Front Wyzwolenia Palestyny postanowił wówczas przeprowadzić atak terrorystyczny na Izrael, który miał być odpowiedzią na traktat pokojowy izraelsko-egipski.

## Przebieg zamachu

### Infiltracja granicy
W nocy z 21 na 22 kwietnia 1979 roku czterech terrorystów Frontu Wyzwolenia Palestyny opuściło miasto Tyr w południowym Libanie. Byli to: Samir Kuntar (17 lat), Abd al-Madżid Aslan (24 lata), Muhanna Salim al-Mu'adżid (19 lat) i Ahmad al-Abras (16 lat). Wszyscy byli członkami Frontu Wyzwolenia Palestyny i wykonywali rozkazy Abu Abbasa. Przy użyciu łodzi pontonowej przepłynęli niezauważeni morzem granicę libańsko-izraelską.

### Atak na Naharijję
Około północy terroryści wylądowali na plaży w Naharijji. Grupa bardzo szybko opuściła plażę i podjęła próbę zaatakowania prywatnego domu należącego do Amnona Seli. Zadzwonili do drzwi i wezwali do otworzenia podając się za policjantów. Amnon Sela obawiał się ataku terrorystycznego, dlatego odmówił otwarcia drzwi i zadzwonił na policję zgłaszając podejrzenie ataku. Chwilę później na miejsce dojechał samochód policyjny Elijahu Szahara. Po opuszczeniu samochodu oddał on dwa strzały ostrzegawcze i wezwał do poddania się. Terroryści odpowiedzieli ogniem zabijając policjanta. Siedzący w samochodzie dwaj policjanci ukryli się w sąsiednich zaroślach.
Następnie napastnicy wdarli się do domu przy ulicy Żabotyńskiego 62. Ich celem było porwanie dwóch lub trzech osób, a następnie wycofanie się do Libanu. Jeden z członków grupy (Abd al-Madżid Aslan) podjął próbę włamania się do mieszkania Charlesa Szapiro, który zastrzelił napastnika. Dowodzący grupą Samir Kuntar usiłował zabić Szapiro, jednak zaciął mu się karabin AK-47. Pozostali członkowie grupy napotkali na klatce schodowej Mosze Sasona, który usiłował uciec, niosąc dwie córki. Kuntar uderzył karabinem Sasona w tył czaszki. Sason wykorzystał jednak nagłe zgaśnięcie światła na klatce schodowej i wybiegł na dwór, kryjąc się pod zaparkowanym samochodem. Terroryści następnie wdarli się do mieszkania rodziny Haran. Jako zakładnika wzięli ojca rodziny (Danny’ego Harana) i jego 4-letnią córkę. Matka (Smadar Haran) zdołała się ukryć z 2-letnią córką w sypialni. Przypadkowo udusiła swoją córkę, starając się utrzymać ją cicho, gdy terroryści przeszukiwali mieszkanie. Terroryści pośpiesznie wycofali się z zakładnikami w stronę plaży. Usiłowali zbiec na morze przed przybyciem posiłków policji i wojska.

### Strzelanina na plaży
Grupa terrorystów zdołała dotrzeć do plaży, gdzie została zatrzymana ciężkim ostrzałem przybyłych policjantów i żołnierzy. Kuntar zdając sobie sprawy z niemożliwości ucieczki, postrzelił z bliskiej odległości Danny’ego Harana, a następnie utopił go w wodach morza. Wszystko to uczynił na oczach jego córki. Potem zabił również ją, rozbijając kolbą jej czaszkę. W wymianie ognia zginął na plaży terrorysta Muhanna Salim al-Mu'adżid. Pozostałych dwóch aresztowali policjanci.
Ogółem w ataku zginęło trzech cywilów i jeden policjant. Zastrzelono także dwóch napastników.

## Konsekwencja zamachu
W nocy z 22 na 23 kwietnia 1979 roku okręty Izraelskiego Korpusu Morskiego ostrzelały obóz Nahr al-Bared na północy Libanu. Według danych wywiadu, obóz ten służył jako główna baza Frontu Wyzwolenia Palestyny. Ostrzał trwał godzinę czasu i spowodował śmierć trzech osób.
Samir Kuntar i Ahmad al-Abras zostali w 1980 roku skazani na cztery wyroki dożywocia. Drugi z nich został zwolniony w 1986 roku w ramach wymiany więźniów z Libanem. Natomiast Samir Kuntar został zwolniony 16 lipca 2008 roku w ramach porozumienia o zwrocie dwóch ciał izraelskich żołnierzy.